# Carl Heinrich Wilhelm Erhardt
Carl Heinrich Wilhelm Erhardt (* 1. November 1787 in Zainingen; † 14. September 1841 in Winterbach) war ein württembergischer Verwaltungsbeamter.

## Leben und Werk
Der Sohn eines Pfarrers begann seine berufliche Laufbahn 1811 als Gehilfe beim Oberamt Münsingen. 1813 legte er das Dienstexamen bei Departement des Innern in Stuttgart ab. Von 1813 bis 1816 war er als Kommunalrechnungsrevisor beim Oberamt Crailsheim und von 1816 bis 1826 beim Oberamt Münsingen tätig. Während dieser Zeit leitete er 1818 und 1819 das Oberamt Münsingen als Amtsverweser. Von 1826 bis 1838 arbeitete er als Gerichtsnotar in Vaihingen und von 1838 bis zu seinem frühen Tod in Heidenheim.